# Fairchild XC-120 Packplane
El Fairchild XC-120 Packplane fue un transporte experimental estadounidense que voló por primera vez en 1950. Se desarrolló a partir del modelo Fairchild C-119 Flying Boxcar, la diferencia estribaba en que en lugar del convencional compartimento de carga interna usaba un compartimento que se separaba del avión.

## Diseño y desarrollo
El XC-120 Packplane comenzó como un fuselaje de C-119B (48-330, s/n 8330) que fue cortado en un punto justo debajo de la cabina de vuelo. Las alas se angularon hacia arriba entre los motores y el fuselaje, elevando el fuselaje varios pies y dando así la apariencia de ala de gaviota invertida. Se instalaron unas ruedas más pequeñas "gemelas" por delante del tren de aterrizaje principal sirviendo así como ruedas de morro, mientras que las patas principales se extendían hacia atrás.
Las cuatro unidades del tren de aterrizaje, emparejados en juegos de "morro" y "principales", podían ser elevados y descendidos en un movimiento similar al de unas tijeras para así hacer descender el avión y facilitar la extracción de una serie de contenedores con ruedas ideados para ser fijados bajo el fuselaje para el transporte de la carga. La finalidad era permitir que estos contenedores con ruedas pudieran ser precargados y luego trasladados para fijarlos debajo de la estructura de la aeronave, acelerando de este modo el procedimiento de carga y descarga.
Los aviones de producción iban a ser designados C-128.

## Historia operacional
Se construyó un único XC-120. Aunque el avión fue probado extensamente y apareció en numerosas exhibiciones aéreas a principios de los años 50, el proyecto no siguió adelante. Fue probado en el Air Proving Ground Command en la Base de la Fuerza Aérea Eglin, Florida, en 1951, antes de que el proyecto fuera abandonado en 1952. El único prototipo fue finalmente desguazado.

## Variantes
XC-120 Packplane
Prototipo de avión de transporte, uno convertido desde un C-119B.
C-128
Designación propuesta para los aviones de producción, nunca utilizada.

## Operadores
Estados Unidos
- Fuerza Aérea de los Estados Unidos

## Especificaciones

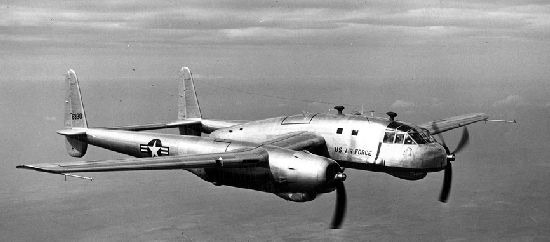
XC-120 sin su contenedor de carga.

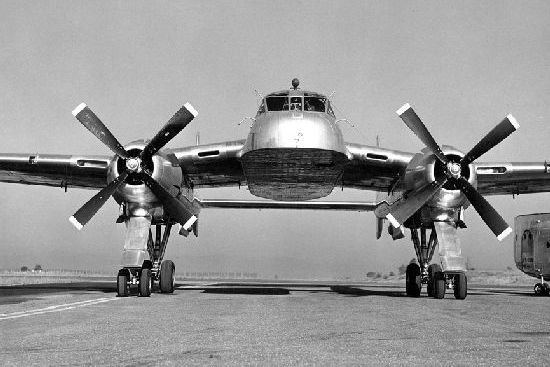
El XC-120 en el suelo.

Referencia datos: Flightglobal

### Características generales
- Tripulación: Cinco (piloto, copiloto, ingeniero de vuelo y dos especialistas de carga)
- Carga: 9071,85 kg
- Longitud: 25,3 m (82,8 ft)
- Envergadura: 32,5 m (106,5 ft)
- Altura: 7,7 m (25,1 ft)
- Superficie alar: 134,4 m² (1446,7 ft²)
- Planta motriz: 2× motor radial de 28 cilindros en cuatro filas refrigerado por aire Pratt & Whitney R-4360 Wasp Major.
  - Potencia: 2420 kW (3336 HP; 3291 CV) cada uno.

### Rendimiento
- Velocidad máxima operativa (Vno): 402 km/h (250 MPH; 217 kt)
- Velocidad crucero (Vc): 281,6 km/h (175 MPH; 152 kt)
- Velocidad de entrada en pérdida (Vs): 152,9 km/h (95 MPH; 83 kt)
- Alcance: 3701 km (1999 nmi; 2300 mi)

## Aeronaves relacionadas

### Desarrollos relacionados
- Fairchild C-82 Packet
- Fairchild C-119 Flying Boxcar

### Aeronaves similares
- Fieseler Fi 333

### Secuencias de designación
- Secuencia Numérica (interna de Fairchild): ←  91 - 100 - 105 - 107 - 110 - 135 - 140 →
- Secuencia C-_ (Aviones de Carga del USAAC/USAAF/USAF, 1924-1962): ← C-117 - C-118 - C-119 - C-120 - C-121/F - C-122 - C-123/A -- C-126 - C-127 (I) - C-127 (II) - C-128 - C-129 - C-130/J - C-131 →